# Sakawa
Sakawa (jap. 佐川町 Sakawa-chō) – miasto w Japonii, na wyspie Sikoku, w prefekturze Kōchi. Według danych na rok 2020 miejscowość zamieszkiwało 12 323 mieszkańców , a gęstość zaludnienia wyniosła 122,3 os./km².